# グレエムベル島
グレエムベル島（グレエムベルとう、ロシア語: ОстровГреэм-Белл; 英語: Ostrov Greem-Bell）は、ロシア領ゼムリャフランツァヨシファ北部に位置する島である。
島の南部は比較的標高が高い。北部はオストロフという自然景勝地とその西部にゼムリャフランツァヨシファ最大の飛行場がある。その飛行場には2100mの滑走路がある。ロシア軍の戦闘機と輸送機は1950年代以来定期的に来航している。